# Sadulshahar
Sadulshahar là một thành phố và khu đô thị của quận Ganganagar thuộc bang Rajasthan, Ấn Độ.

## Nhân khẩu
Theo điều tra dân số năm 2001 của Ấn Độ, Sadulshahar có dân số 22.320 người. Phái nam chiếm 53% tổng số dân và phái nữ chiếm 47%. Sadulshahar có tỷ lệ 62% biết đọc biết viết, cao hơn tỷ lệ trung bình toàn quốc là 59,5%: tỷ lệ cho phái nam là 69%, và tỷ lệ cho phái nữ là 53%. Tại Sadulshahar, 14% dân số nhỏ hơn 6 tuổi.